# Melanagromyza fistula
Melanagromyza fistula este o specie de muște din genul Melanagromyza, familia Agromyzidae, descrisă de Mitsuhiro Sasakawa în anul 1988. Conform Catalogue of Life specia Melanagromyza fistula nu are subspecii cunoscute.